# Irmenach
Irmenach là một đô thị ở huyện Bernkastel-Wittlich, trong bang Rheinland-Pfalz, Đô thị Irmenach có diện tích 16,38 km², dân số thời điểm ngày 31 tháng 12 năm 2006 là 760 người.